# Rádio Gaúcha Santa Maria
Rádio Gaúcha Santa Maria (também conhecida como Gaúcha SM) é uma estação de rádio brasileira sediada em Santa Maria, cidade do estado do Rio Grande do Sul. Opera no dial FM, na frequência 105.7 MHz, e é uma emissora própria da Rádio Gaúcha. Pertence ao Grupo RBS, que também controla na cidade a Atlântida FM Santa Maria e a RBS TV Santa Maria. Seus estúdios ficam no bairro Patronato, e sua antena de transmissão está no alto do Morro da Caturrita.

## História
A emissora foi inaugurada em 9 de julho de 1989 como 105 FM pelo empresário José Moacyr Teixeira, do Grupo JMT. Seus estúdios ficavam localizados na cobertura do Itaimbé Palace Hotel. Em 1° de maio de 1994, a estação se afiliou à Rede Transamérica e passou a ser identificada como Transamérica FM Santa Maria. Em 2000, com a divisão da rede em vertentes, a emissora passou a retransmitir a programação da Transamérica Pop.
No mesmo ano, na formação da Pop Rock FM, a emissora passa a ser administrada pela Universidade Luterana do Brasil e deixa a Transamérica Pop, tornando-se uma das primeiras filiais da rede. A presença da rede da Ulbra se mantém até 2004, quando o Grupo RBS adquire a emissora e a transforma em uma das primeiras emissoras da Rede Itapema FM, que naquele ano passava a transmitir via satélite.
Em março de 2011, foi divulgado que o Grupo RBS  tinha planos de levar a programação da Rádio Gaúcha para Santa Maria ainda naquele semestre, no dial FM. Em maio de 2012, a RBS anunciou oficialmente que transformaria a Itapema FM Santa Maria na primeira emissora própria da Rádio Gaúcha no interior do estado. A Rádio Gaúcha Santa Maria entrou no ar em 2 de julho de 2012. Inicialmente, a programação local era composta por blocos locais dos programas Gaúcha Hoje e Chamada Geral 1ª Edição, além dos boletins jornalísticos Notícia na Hora Certa e Notícias da Região Central, transmitidos a cada meia hora.

## Programas
Além de retransmitir a programação da Rádio Gaúcha, a Rádio Gaúcha Santa Maria produz e exibe os seguintes programas:
- Chamada Geral 1ª Edição: Jornalístico, com Naiôn Curcino;
- Gaúcha Hoje: Jornalístico, com Amanda Boeira;

Diversos outros programas compuseram a grade da emissora, e foram descontinuados:
- Fim de Tarde
- Movimento Itapema
- Notícia na Hora Certa
- Notícias da Região Central
- Wake Up